# Hermandad de los Estudiantes (Madrid)

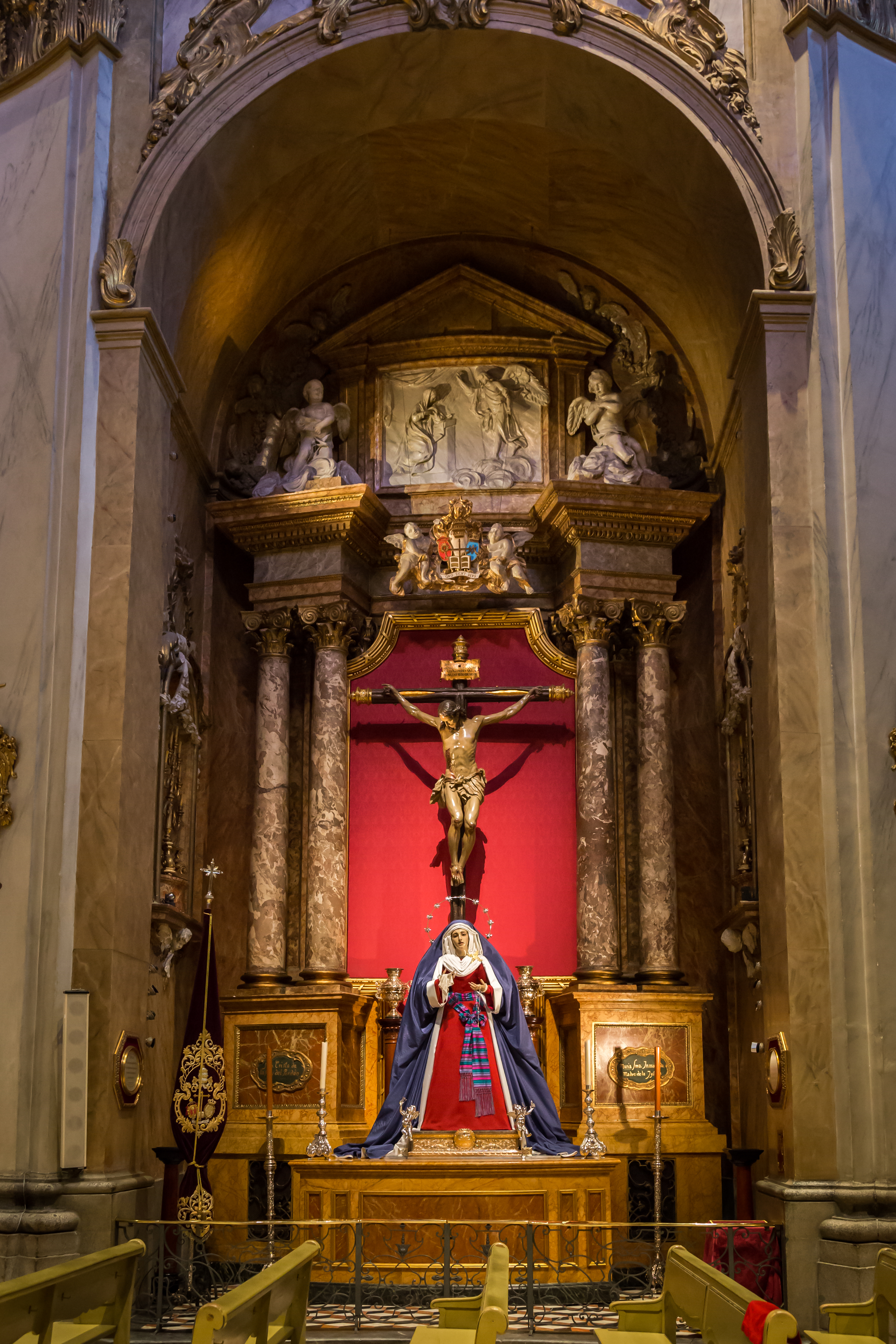
Capilla con las imágenes de la hermandad en la Basílica de San Miguel

La Hermandad Sacramental y Cofradía de Nazarenos del Santísimo Cristo de la Fe y del Perdón, María Santísima Inmaculada, Madre de la Iglesia y Arcángel San Miguel es una hermandad penitencial católica de la Semana Santa de Madrid, también conocida como Hermandad de los Estudiantes porque en sus orígenes estaba constituida principalmente por estudiantes. Tiene su sede en la Basílica Pontificia de San Miguel y se constituyó como hermandad en 1990.

## Breve Historia
Comienza en 1983, año en el que se saca su imagen del Santísimo Cristo en un sencillo Vía Crucis por las calles aledañas a su templo en la mañana del Viernes Santo. Como la afluencia de fieles era cada vez mayor se optó por mejorar las andas enriqueciéndolas. Así, se optó por realizar un paso al estilo sevillano. Luego, se decidió que pudiese acompañar al Santísimo Cristo una Virgen, y así se hizo en 1996, año en el que se elaboró la nueva talla de la Santísima Virgen. La procesión sale desde 1994 la tarde del Domingo de Ramos, y en el año 2000 procesionó, por primera vez, el paso de la Santísima Virgen.
El 13 de octubre del año 2013 la hermandad sufrió un gran robo que le hizo perder los candelabros de la candelería del paso de la Virgen. Así como otras joyas y jarras del paso de la imagen mariana. Robo que fue saldado con el pago del seguro a la hermandad con lo que se pudo comprar nueva candelería para procesionar en el año 2015. La solución para el año 2014 fue el préstamo de enseres por parte de otras hermandades como la Hermandad de la Macarena de Sevilla, que cedió su antigua candelería de plata.

## Distintivos

### Escudo
El emblema de la hermandad es la Biblia abierta presidida por una cruz latina que tiene encima el escudo papal. A ambos lados de esa Biblia hay dos escudos: uno de ellos representa el Santísimo Sacramento y el otro es un símbolo de la Inmaculada Concepción de la Virgen María; y debajo una cinta reza el lema de la hermandad "Quis sicut Deus" haciendo referencia a San Miguel, tercer titular de la hermandad.

### Indumentaria
Túnica y capirote negro, con un cinturón de esparto ancho. Los cofrades llevan el emblema bordado en la túnica, en el lado izquierdo del pecho. Portando cirio tiniebla los tramos del Señor y cirio blanco los de la Santísima Virgen.

## Imágenes

### Santísimo Cristo de la Fe y del Perdón

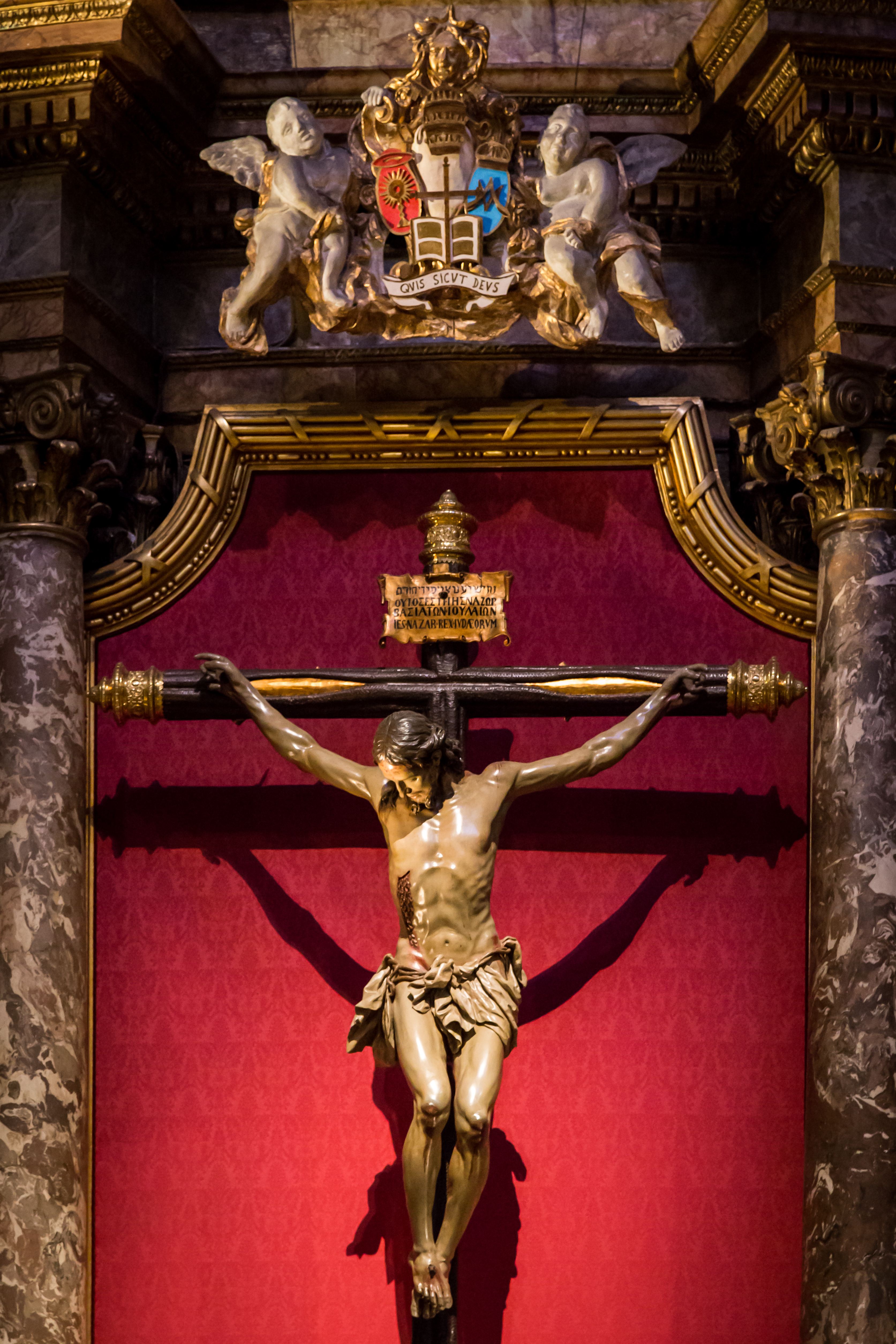
Imagen del Santísimo Cristo de la Fe y del Perdón

Se trata de un crucificado, obra de Luis Salvador Carmona, realizado en el siglo XVIII; está perteneció a la extinta congregación del Cristo de la Luz fundada en el mismo siglo XVIII. La imagen está catalogada como la segunda en categoría artística de Madrid. En la procesión, es la primera imagen, y se porta sobre un paso de caoba, que mantiene el color de dicha madera. Está decorado con cabezas de ángeles e iluminado por cuatro hachones de cera, además de rematado por un Lignum Crucis que pertenece a la hermandad en el frontal del paso. El paso de estilo sevillano fue realizado por Manuel Guzmán Bejarano en Sevilla. Es portado por treinta y cinco costaleros, cuyo capataz es Gonzalo Martínez. Su acompañamiento musical en la procesión es un trío de música de capilla: fagot, flauta travesera y clarinete.
Dos días antes de la procesión, el Viernes de Dolores, el cristo preside un Vía Crucis al término del cual es llevado hasta su paso procesional. Días antes en esa misma semana, se le realiza un triduo.

### María Santísima Inmaculada, Madre de la Iglesia

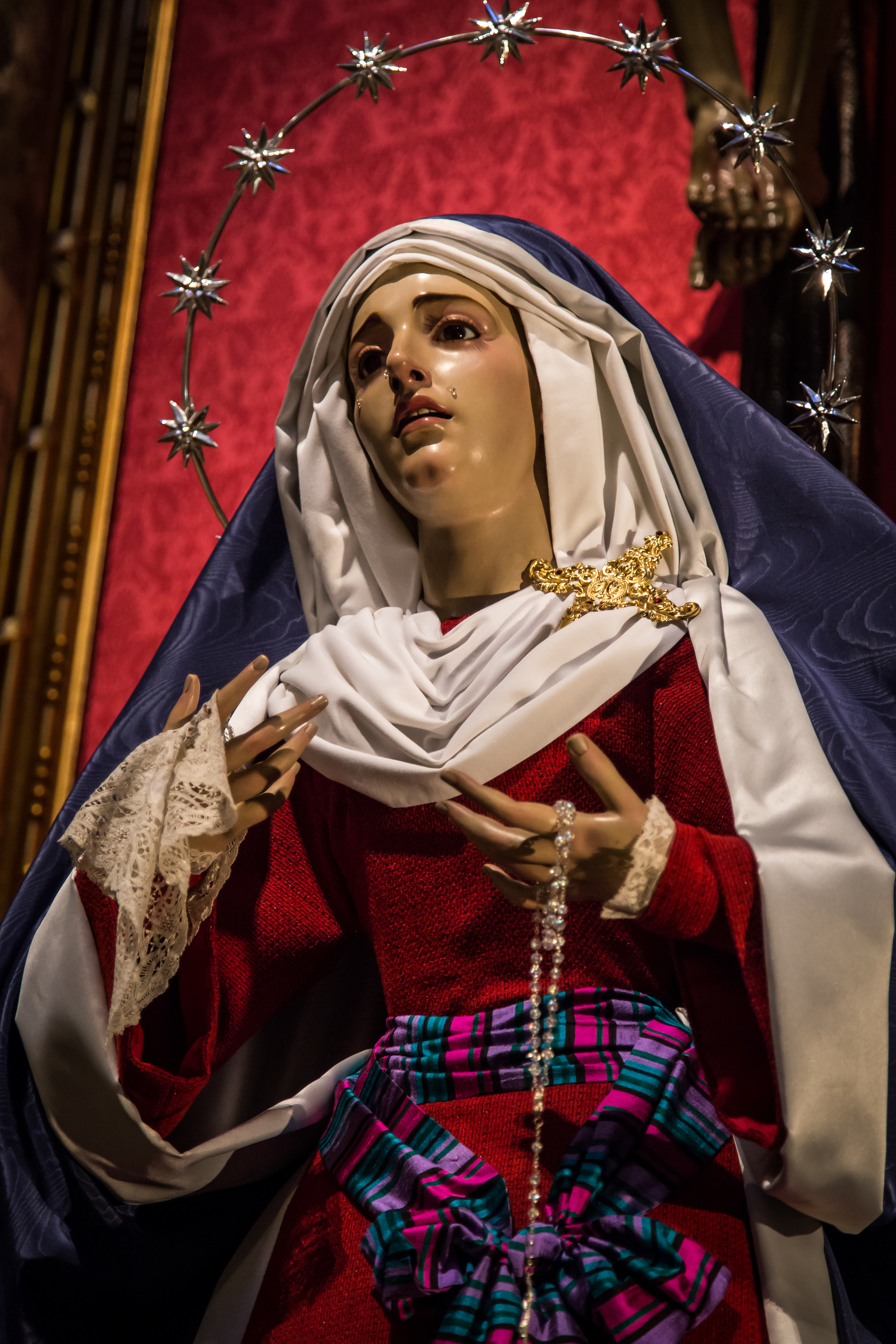
Imagen de María Santísima Inmaculada, Madre de la Iglesia

La imagen es una dolorosa de Juan Manuel Miñarro realizada en Sevilla en el año 1996. Es la segunda y última imagen en la procesión del Domingo de Ramos. La imagen es llevada en un paso de palio, hecho con plata y bordados e iluminado por ochenta cirios, dos faroles entrevarales y dos candelabros. El paso fue realizado por el orfebre Manuel de los Ríos, y los bordados por D. Francisco Carrera Iglesias 'Paquili', ambos sevillanos. El paso es portado por treinta y cinco costaleros, cuyo capataz es D. Manuel Marin Tutor. Durante años fue acompañada musicalmente por la Unidad de Música del Regimiento de Infantería Inmemorial del Rey 1 del CGE, una de las mejores bandas militares del país; actualmente lo hace la Lira de Pozuelo.  Esta imagen procesionó por primera vez en el año 2000.
El ya mencionado D. Francisco Carrera Iglesias 'Paquili' es el vestidor de la Santísima Virgen.
Los cultos en su honor son la función principal y besamanos en la festividad de la Inmaculada(8 de diciembre) y un quinario en el mes de mayo. 
Cabe destacar que en el mes de marzo del año 2025 le fue impuesto el fajin de diplomado del estado mayor ofrecido por el Excmo. Sr. General de Brigada D. Jorge Viñé Blanco.

## Procesión

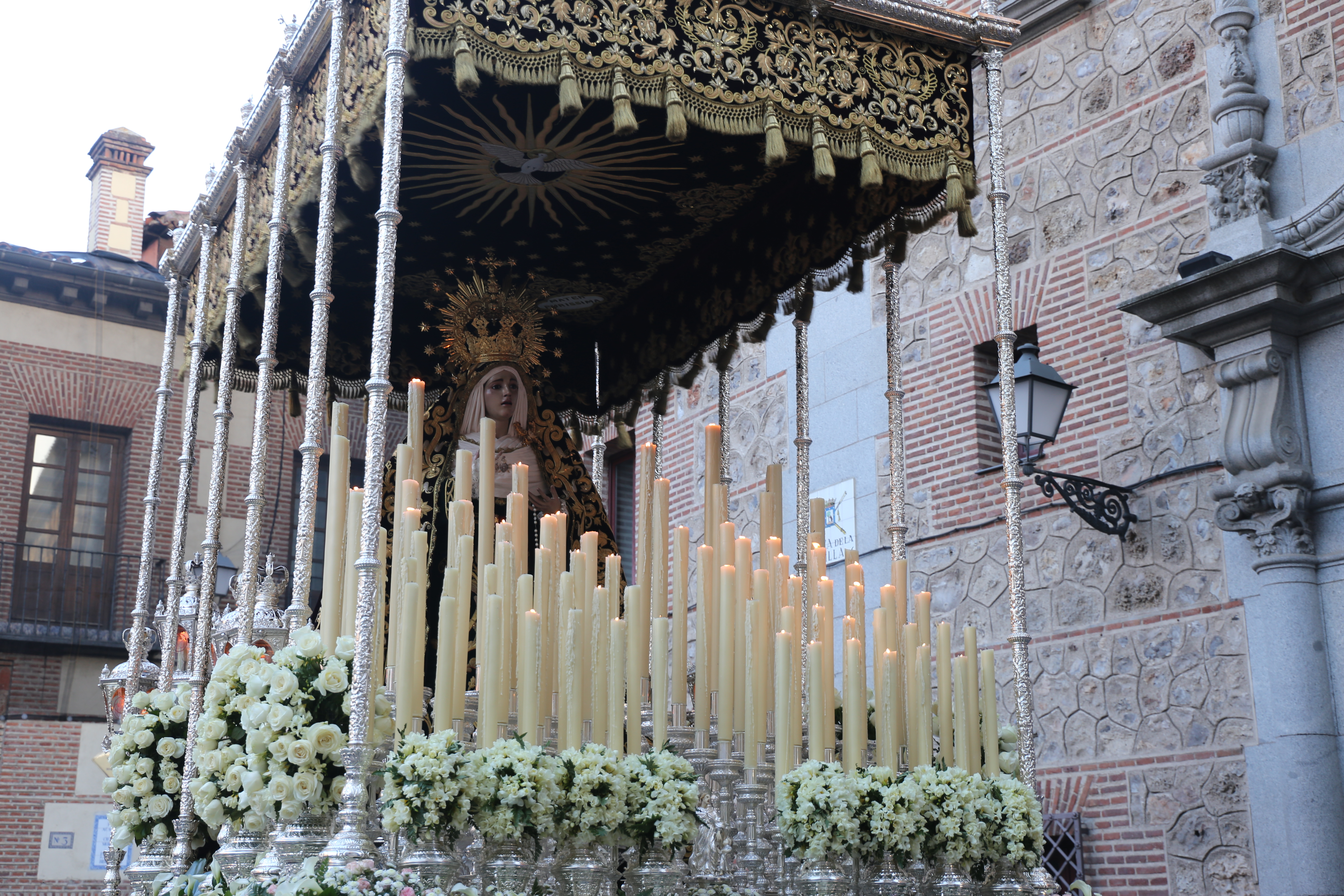
María Inmaculada Madre de la Iglesia en su paso de palio en la Plaza de la Villa

La procesión comienza en la Basílica Pontificia de San Miguel, sede de la hermandad. La hora de salida suele rondar las 18/18:30 del Domingo de Ramos. Está integrada por un total de 500 personas, entre nazarenos, costaleros, aguadoras, monaguillos. Nazarenos de estilo clásico que visten con túnica y antifaz negro y un cinturón de esparto ancho. A lo largo del cortejo, destacan las valiosas insignias como el simpecado de la inmaculada concepción, el guion sacramental y el guion de San Miguel Arcángel, todos de gran valor artístico. 
La procesión recorre el bello Madrid de los Austrias, llegando hasta sol habiendo atravesado las castizas plazas de la Villa y Mayor; para proseguir haciendo estación de penitencia en la Colegiata de San Isidro (antigua catedral de Madrid) y terminar de nuevo en su sede.

## Marchas dedicadas
Cuentan con 3 marchas de palio dedicadas a su titular mariana. Una de ellas ,'María Inmaculada, Madre de la Iglesia', compuesta por D. Abel Moreno Gómez (hermano de honor de la hermandad); otra por Damian Blasco Cebolla y la última por Abraham Pablos Medina.
Además de una pieza de trío de capilla dedicada al Cristo, 'Al Cristo de la Fe y el Perdón' también de D. Abel Moreno. 